# 魔法少女萨琳娜
《魔法少女萨琳娜》是源自Archie Comic創作的小魔女漫畫角色，讲述一位出身于魔法世家少女萨琳娜‧咒語人(Sabrina Spellman)的生活，最初在1962的Archie's Mad House #22出場。之後1971年堆出由 Filmation 製作的單集卡通、1996-2003年更分別在美國廣播公司和WB電視網推出特攝喜劇系列(其主角演員為梅麗莎•瓊•哈特)，以及在2004年推出日漫畫風的漫畫。可說是繼綠野仙蹤好魔女葛琳達和 神仙家庭 的 Samantha 後，最具代表性的美國魔法少女。
2000年代卡通版本的《魔法少女萨琳娜》是於1999年9月6日起由美国迪士尼频道，全65集。2003年4月，北京电视台第8套的节目《小神龙俱乐部》购得播放版权。台灣方面，在迪士尼頻道播映時期，作品名稱譯為魔法少女，中華電信MOD的KIDSCO台為莎賓娜小魔女，而配音亦為不同版本。
2010年代3D卡通版本《Sabrina: Secrets of a Teenage Witch》將會於2013年10月12日於 The Hub Network 播放，改行日式的魔法公主下凡路線。至於在2018年Netflix版的網劇《莎賓娜的顫慄冒險》，就被改編成與原著大相逕庭的黑暗奇幻故事，甚至諷刺地被撒旦教團體投訴。

## 故事介绍
莎賓娜每一代系列作品的世界觀都有所不同且幾乎毫無關聯
《莎賓娜系列的第一作共31集》
- Sabrina the Teenage Witch（英语：Sabrina the Teenage Witch (1970 TV series)）：該劇的開頭標語是：“從前，有三個女巫，住在格林代爾小鎮。兩個阿姨，希達和洛達，正在選擇材料來創造一個邪惡的女巫。但突然間，洛達撞上了希達，不小心添加了漂亮女孩的東西作為額外成分。於是，最時髦的少女女巫誕生了。她有一頭白色的頭髮，戴著粉色的髮帶，藍色的眼睛。她穿著藍色的裙子，搭配黑色的腰帶和黑色的鞋子。她喜歡偷懶，用自己超強的魔力與邪惡勢力作戰。恰好，她就是美國第一個迷人的超級英雄——少女女巫莎賓娜！該劇講述了一位十幾歲的女巫喜歡和她的朋友們在格林代爾中學一起出去玩，並利用她的魔法力量與敵人戰鬥而不讓她的朋友發現她的秘密。

《莎賓娜系列的第二作全65集加上劇場版和秘密生活有26集總數高達了92集》
- The Animated Series（英语：Sabrina: The Animated Series）：12歲的金髮少女萨琳娜外表看似一個活潑天真的普通女孩，但她卻隱藏著一個天大的秘密，她實際上一位身懷神秘力量的小魔女，並出生在一個魔法家族之中，她與會說話的黑貓沙利，以及兩個活寶姑姑生活在一起。萨琳娜每天都會與同學朋友們一起遇到各種稀奇古怪的事物，憑著有限的神奇魔法，她們開始了各種刺激、有趣的冒險故事。

- 劇場版Friends Forever：莎賓娜13歲了，就要像家裡其他人那樣去上女巫學院。但莎賓娜有個秘密，她只有一半女巫血統，非常擔心學校或女巫世界不會接受她。她血統不純，半巫半人。莎賓娜決定和另一個半調子女巫妮可.一起到女巫王國尋找可以變成女巫的方法.結果卻害妮可變成了石像. 莎賓娜終於知道.友誼比成為女巫更重要.她只希望妮可還能恢復原狀.

- 第二季Secret Life：莎賓娜14歲了，莎賓娜參加了秘密巫術訓練班，同時繼續去她的普通高中上學，但是卻發現，她必須與一位純女巫分享自己的秘密教育和普通教育……

《莎賓娜系列的第三作共一季26集》
- Secrets of a Teenage Witch（英语：Sabrina: Secrets of a Teenage Witch）：莎賓娜與之前的故事一樣一樣，也是半人類半魔女，與两个姑姑生活，但她卻首次擁有未來魔界女王的身份，她不但在人間使用魔法打擊罪惡，還要面對 Enchantra 的威脅：她有意籍把莎賓娜許配其兒子 Shinji 去達成搶奪王位的陰謀！

《莎賓娜系列的第一部真人影集七季加3劇場版共166集》
- Sabrina the Teenage Witch（英语：Sabrina the Teenage Witch (1996 TV series)）: 在16岁生日那天，莎賓娜被Hilda阿姨和Zelda阿姨告知自己有一半的女巫血统，而在凡人的世界之外居然还存在着一个超自然的世界。故事就此围绕着莎賓娜，她在新

学校的新朋友怪胎Jenny、板凳坐到穿的Harvey，臭美的啦啦队员Libby，前独裁分子贱猫Salem以及她的两个阿姨科学家Zelda、老顽童Hilda展开。總共七季的故事，莎賓娜也從高中生成長，繼而經歷考魔女執照、在大學深造、最後成為雜誌社記者。
《莎賓娜系列的第二部真人影集一共有四季36集》
- Chilling Adventures of Sabrina：半凡人半女巫的莎賓娜遊走兩個世界，除了過一般青少女的生活之外，也參加家族傳統的闇夜教會，魔法和惡作劇就在她的生活中擦出火花。

## 主要角色

### The Animated Series
萨琳娜
配音：小島幸子（日本）；楊凱凱／林芳雪（台灣）
12歲的金髮少女，擁有一半的魔法師血統（父親愛德華來自魔法世家，母親為考古學家）。和普通的女孩子一樣，對於天性活潑的莎賓娜來説，除了到商場購物，她最願意做的事就是和好朋友一同分享歡樂時光。當然，由於擁有着神奇的魔法力量，在莎賓娜和好友之間，總是發生各種有趣、刺激的冒險故事。
沙利
配音：花輪英司（日本）；官志宏（台灣）
雖然沙林（自稱）有二十代優秀巫師的血統，並曾是亞特蘭蒂斯的建築師——按説應該是魔法界資深前輩，然而由於他曾經闖下大禍，遭魔法師議會懲罰，被變成黑貓。沙林和莎賓娜堪稱一對麻煩拍檔--沙林的餿主意總是為莎賓娜的冒險火上澆油。當然，假如玩笑開得太大，它又不得不扮演起消防隊的角色。
哈維
配音：日：阪口大助；台：邱佩轝→劉傑（秘密生活）
莎賓娜的好朋友同時也是她喜歡的對象，個性單純可愛，熱愛運動，然而他並不知道莎賓娜是魔法少女的秘密，儘管他經常看見莎賓娜的魔法在自己身上發揮的效果。。在“顛倒的蛋糕和小鎮烘焙比賽”一集中提到其祖母來自東德。
泽尔达
配音：よのひかり（日本）；錢欣郁（台灣）
莎賓娜的兩位活寶姑姑的其中一位，已有六百歲壽命，不過由於受到懲罰，外表只有十六歲的樣子，整天還像小女生一樣整日吵吵鬧鬧，惹出不少笑料。兩位姑姑的使命是負責照顧莎賓娜，不過她倆可不稱職。儘管她們一直想要成為莎賓娜的榜樣，無奈總是本性難改，但是到了關鍵時刻，她倆總是能夠挺身而出，助莎賓娜一臂之力。
希尔达
莎賓娜的兩位活寶姑姑的其中一位，已有六百歲壽命，不過由於受到懲罰，外表只有十六歲的樣子，整天還像小女生一樣整日吵吵鬧鬧，惹出不少笑料。兩位姑姑的使命是負責照顧莎賓娜，不過她倆可不稱職。儘管她們一直想要成為莎賓娜的榜樣，無奈總是本性難改，但是到了關鍵時刻，她倆總是能夠挺身而出，助莎賓娜一臂之力。
奎格利
配音：夏治世（台灣）
慈愛又不失嚴肅的叔父，小魔女家唯一的普通人類，也是從外表上看唯一的成年人。奎格利是位退休在家的教授，他把全部心血都花費在莎賓娜和她的兩個姑姑身上。他總是鼓勵莎賓娜在各方面憑藉自己解決問題，同時指導她該如何順利渡過難關。不過似乎有些古板，總是對莎賓娜及其姑姑們使用魔法有意見。
克蘿伊
莎賓娜最好的女性朋友，她是除了奎格利叔叔以外唯一知道莎賓娜秘密的普通人類。
珍.史東
出身豪門，生活奢侈，性格勢利多疑，長期視莎賓娜為死對頭，特別是將莎賓娜當成爭奪哈維關注度的競爭對手（儘管哈維更願意和莎賓娜交往），處處事事與莎賓娜為敵，並經常在校園生活中給莎賓娜製造麻煩。“顛倒的蛋糕和小鎮烘焙比賽”一集中顯示她其實內心也是善良的孩子。
派
哈維最好的朋友，聰明也很不尋常。熱愛發明，總是以自己獨特的方式解決問題。平時總是將自己的眼睛藏在帽子下面。在“顛倒的蛋糕和小鎮烘焙比賽”一集中暗示其具有中國血統或者是很熱愛中國文化。
胖巫仙
居住在莎賓娜家廚房冰箱上紫色餅乾罐裏的精靈（類似阿拉丁神燈裏的燈神），總是以押韻詞説話。他使得莎賓娜在需要較為特殊的咒語時可以隨時從紫色餅乾罐中得到它們，不過這些咒語的實際效果經常與莎賓娜所想的大相徑庭，有的甚至會惹出一些麻煩。
“嗅覺巫師”提姆
配音：劉傑（台灣）
提姆是邪惡瘋狂的科學家，魔法師獵人，食蟻獸艾頓是他忠實的助手。他母親為女巫，而他卻沒有法力，因此從小受魔法師嘲弄欺負，導致心理變態。他藉着當達芬奇助手的機會，獲取了獵巫技術，並在此後不斷改進，用以大量俘獲魔法師作為收藏品。他多次對莎賓娜及其家人朋友痛下殺手，但被莎賓娜用智慧與魔法戰勝。
伯納
一個禿頂的小男孩，經常受到斯洛夫欺負並被珍史東差遣做事，是為珍史東服務的忠實僕人。
斯洛夫
哈維的死對頭，一個肥胖的校園惡霸，以欺負哈維及其好友派為樂，總是直呼哈維的姓氏並稱派為“怪胎”。

### Secret Life
小姍
配音：林美秀（台灣）
是 Enchantra 的侄女，也是莎賓娜最好的朋友，後來變成了敵人，她和莎賓娜一起參加同一門巫術課程。一開始她是珍的替代者，但她逐漸變得友善。最終她和莎賓娜再次成為最好的朋友。
瑪莉莎
配音：雷碧文（台灣）
莎賓娜的新好朋友，也是克洛伊的替代者。她在身體和情感上與克洛伊非常相似，但與她不同的是，她不知道莎賓娜是女巫。
史奈普老師
配音：劉傑（台灣）
是莎賓娜在人界和冥界的老師。

## 主題曲
「Sabrina (She'll Bewitch Ya)」
主唱：B*Witched
台灣版主題曲
「莎賓娜」
有一隻小小酷的貓
它叫做沙利
若有機會見到它
它就會立正行個禮
它有個主人
是個神奇小魔女
她有魔法能力
她叫莎賓娜
快做好準備
一起遨遊天際
看那古方今來
一探究竟
它有個主人
就是神奇小魔女
她有魔法能力
她叫莎賓娜
年紀小小花樣不少
莎賓娜
年紀小小花樣不少
莎賓娜
年紀小小花樣不少
莎賓娜
小小魔女
莎賓娜
「Who's Makin' Magic?」
作曲：Jean-Michel Guirao
台灣版主題曲
「莎賓娜的秘密生活」
魔法少女的神奇 力量神奇力量
魔法少女的神奇 力量神奇力量
我不懂你們在吵什麼
神奇的魔法少女好可愛
大人的世界裡隱藏存在
請不要再對我們隨便唬爛
誰才是 未來
未來 誰是 未來
誰才是 未來 誰才是 未來
未來 誰是 未來
魔法少女 莎賓娜
一時代的變化在我身上
未來 誰是 未來
魔法少女 莎賓娜
未來 誰是 未來

## 各話標題
| 季數         | 集數（美國） | 集數（台灣） | 中文標題（中國大陸）                                          | 中文標題（台灣）     | 英文標題 | 播放日期   |
| ------------ | ------------ | ------------ | ------------------------------------------------------------- | -------------------- | -------- | ---------- |
| 第1季        | 第1話        | 第1話        | 最危险的女巫                                                  | 最危險的巫師         |          | 1999/09/06 |
| 第1季        | 第2話        | 第2話        | 老鼠航天员／ 你说的是很多老鼠／ 鼠入貓口                      | 我是老鼠             |          | 1999/09/07 |
| 第1季        | 第3話        | 第3話        | (疯狂的)舞鞋／ 蓝调鞋子                                       | 跳舞的紅鞋           |          | 1999/09/08 |
| 第1季        | 第4話        | 第4話        | 兩隻貓(巫)的故事                                              | 沙林的舊情人         |          | 1999/09/09 |
| 第1季        | 第5話        | 第5話        | “最棒哈维”船长的漫画书大冒险／ (神奇)哈維隊長的刺激(震撼)冒險 | 哈維的漫畫世界       |          | 1999/09/10 |
| 第1季        | 第7話        | 第6話        | 完美的画面／ 完美無缺                                         | 完美的相片           |          | 1999/09/13 |
| 第1季        | 第8話        | 第7話        | 户外旅行／ 校外活动／ 瘋狂戶外教學                            | 保母難為             |          | 1999/09/14 |
| 第1季        | 第9話        | 第8話        | 没有空做英雄                                                  | 沒時間當英雄         |          | 1999/09/15 |
| 第1季        | 第10話       | 第9話        | 极速(極限)哈维                                                | 菁英哈維             |          | 1999/09/16 |
| 第1季        | 第11話       | 第10話       | 超缩牛仔裤／ 为了合适而缩小／ 瘦過頭                          | 減肥記               |          | 1999/09/17 |
| 第1季        | 第17話       | 第11話       | 充满魔力的万圣节／ 没有比女巫聚会更有爱的了／ 女巫辦派對      | 萬聖節派對           |          | 1999/09/24 |
| 第1季        | 第13話       | 第12話       | 揭发这个女巫／ 摇摇女巫／ 女巫傳言                            | 競選班長             |          | 1999/09/20 |
| 第1季        | 第14話       | 第13話       | 女巫乐队(的兴衰)／ 像女巫的女孩们                             | 明星                 |          | 1999/09/21 |
| 第1季        | 第15話       | 第14話       | 狐疑的帕／ 异常的派／ 超自然派                                | 外星人               |          | 1999/09/22 |
| 第1季        | 第16話       | 第15話       | 孩提时的快乐／ 除了这里哪都行／ 哪裡都好                      | 我想長大             |          | 1999/09/23 |
| 第1季        | 第19話       | 第16話       | 魔法纪录片                                                    | 明星的滋味           |          | 1999/09/27 |
| 第1季        | 第20話       | 第17話       | 爷爷的陷阱／ 祖父母的陷阱／ 天生一對                          | 爺爺奶奶的陷阱       |          | 1999/09/28 |
| 第1季        | 第21話       | 第18話       | 连体双胞胎／ 我有胶水 宝贝／ 形影不離                         | 盡釋前嫌             |          | 1999/09/29 |
| 第1季        | 第22話       | 第19話       | 哈维的梦幻摩托／ 男孩與自行車                                 | 男孩騎單車           |          | 1999/09/30 |
| 第1季        | 第23話       | 第20話       | 颠倒的蛋糕和小镇烘焙比赛／ 顛倒小鎮                           | 顛倒世界             |          | 1999/10/01 |
| 第1季        | 第25話       | 第21話       | 舞台真爱／ 恐怖的舞台／ 舞台驚魂                              | 舞台恐懼症           |          | 1999/10/04 |
| 第1季        | 第27話       | 第22話       | 我的继母(，他的宝贝)                                          | 我的繼母             |          | 1999/10/06 |
| 第1季        | 第29話       | 第23話       | 猫有九命／ (这就是你的)九条命                                 | 沙林的生日禮物       |          | 1999/10/08 |
| 第1季        | 第31話       | 第24話       | (奇怪的国际)交换学生／ 魔法交换生                             | 交換學生             |          | 1999/10/11 |
| 第1季        | 第32話       | 第25話       | 周六疯狂(狂熱)夜／ 周六晚的狂热                               | 周六夜狂歡           |          | 1999/10/12 |
| 第1季        | 第34話       | 第26話       | 魔法文件(檔案)                                                | 外星人入侵           |          | 1999/10/14 |
| 第1季        | 第35話       | 第27話       | 杰姆家破产之后                                                | 珍家破產             |          | 1999/10/15 |
| 第1季        | 第37話       | 第28話       | 智齿危机                                                      | 我的智齒             |          | 1999/10/18 |
| 第1季        | 第38話       | 第29話       | 哈维龙危机                                                    | 哈維齊拉             |          | 1999/10/19 |
| 第1季        | 第39話       | 第30話       | 入乡随俗                                                      | 古代羅馬             |          | 1999/10/20 |
| 第1季        | 第40話       | 第31話       | 怪物之队                                                      | 棒球比賽             |          | 1999/10/21 |
| 第1季        | 第41話       | 第32話       | 驾驶员教练艾德                                                | 教練艾德             |          | 1999/10/22 |
| 第1季        | 第43話       | 第33話       | 克隆莎宾娜                                                    | 分身乏術             |          | 1999/10/25 |
| 第1季        | 第44話       | 第34話       | 英雄的另一面                                                  | 我的偶像             |          | 1999/10/26 |
| 第1季        | 第46話       | 第35話       | 滑雪板的魔力                                                  | 滑雪記               |          | 1999/10/28 |
| 第1季        | 第45話       | 第36話       | 女巫的代沟                                                    | 代溝                 |          | 1999/10/27 |
| 第1季        | 第47話       | 第37話       | 着魔了的假期                                                  | 迷幻假期             |          | 1999/10/29 |
| 第1季        | 第49話       | 第38話       | 莎宾娜武士                                                    | 戰士女巫             |          | 1999/11/01 |
| 第1季        | 第50話       | 第39話       | 埃菲尔铁塔出走记                                              | 巴黎鐵塔             |          | 1999/11/02 |
| 第1季        | 第51話       | 第40話       | 消失的新世界                                                  | 怪異的新世界         |          | 1999/11/03 |
| 第1季        | 第52話       | 第41話       | 充满魔力的电影院                                              | 怪異的電影           |          | 1999/11/04 |
| 第1季        | 第53話       | 第42話       | 哈维的老朋友                                                  | 我的好朋友           |          | 1999/11/05 |
| 第1季        | 第54話       | 第43話       | 魔法世界中的王者之剑                                          | 魔法師梅林           |          | 1999/11/06 |
| 第1季        | 第55話       | 第44話       | 小巫宝宝莎宾娜                                                | 莎賓娜的寶貝         |          | 1999/11/08 |
| 第1季        | 第56話       | 第45話       | 魔法沉船漂流记                                                | 船難記               |          | 1999/11/09 |
| 第1季        | 第57話       | 第46話       | 魔力小鱼逃生记                                                | 我是一條魚           |          | 1999/11/10 |
| 第1季        | 第61話       | 第47話       | 女巫打工记                                                    | 工作的女巫           |          | 1999/11/15 |
| 第1季        | 第58話       | 第48話       | 女巫的圣诞颂歌                                                | 耶誕快樂             |          | 1999/11/11 |
| 第1季        | 第62話       | 第49話       | 女巫海滩度假记                                                | 海底世界             |          | 1999/11/16 |
| 第1季        | 第63話       | 第50話       | 心灵的钥匙                                                    | 少女情懷             |          | 1999/11/17 |
| 第1季        | 第64話       | 第51話       | 莎宾娜“妻子”的间谍世界                                        | 007                  |          | 1999/11/18 |
| 第1季        | 第65話       | 第52話       | 蝙蝠帮                                                        | 蝙蝠幫               |          | 1999/11/19 |
| 第1季        | 第6話        | 第53話       | 女巫的交换生活记事                                            | 不要做共犯           |          | 1999/09/11 |
| 第1季        | 第12話       | 第54話       | 奎格利叔叔失踪记                                              | 誰見到奎格利         |          | 1999/09/18 |
| 第1季        | 第18話       | 第55話       | 从前，有个爱发牢骚的灰姑娘                                    | 規矩的重要性         |          | 1999/09/25 |
| 第1季        | 第24話       | 第56話       | 不可儿戏之诺玛版                                              | 受歡迎的諾瑪         |          | 1999/10/02 |
| 第1季        | 第26話       | 第57話       | 巫型疫苗                                                      | 女巫病               |          | 1999/10/05 |
| 第1季        | 第28話       | 第58話       | 玛丽莎的缺席                                                  | 魔鬼教練             |          | 1999/10/07 |
| 第1季        | 第30話       | 第59話       | 狗狗星球                                                      | 狗狗世界             |          | 1999/10/09 |
| 第1季        | 第36話       | 第60話       | 老猫萨勒姆的伪装                                              | 沙林的戲法           |          | 1999/10/16 |
| 第1季        | 第33話       | 第61話       | 小夜魔的天赋                                                  | 克服恐懼             |          | 1999/10/13 |
| 第1季        | 第42話       | 第62話       | 心碎的历程                                                    | 傷心無須傷心         |          | 1999/10/23 |
| 第1季        | 第48話       | 第11話       | 老巫师的执照考试                                              | 巫師執照             |          | 1999/10/30 |
| 第1季        | 第59話       | 第64話       | 真话和恶作剧                                                  | 真相與恐懼           |          | 1999/11/12 |
| 第1季        | 第60話       | 第65話       | 成长中的女巫                                                  | 一失足成千古恨       |          | 1999/11/13 |
| 第2季        | 第9話        | 第1話        | 实现梦想                                                      | 美夢成真             |          | 2003/12/08 |
| 第2季        | 第1話        | 第2話        | 登上巅峰                                                      | 前嫌盡釋             |          | 2003/11/10 |
| 第2季        | 第2話        | 第3話        | 学校精神                                                      | 學習精神             |          | 2003/11/11 |
| 第2季        | 第10話       | 第4話        | 老师的宠物                                                    | 意外收穫             |          | 2003/12/09 |
| 第2季        | 第3話        | 第5話        | 我是谁的奴隶                                                  | 我就是我             |          | 2003/11/17 |
| 第2季        | 第4話        | 第6話        | 拖延症                                                        | 今日事今日畢         |          | 2003/11/18 |
| 第2季        | 第13話       | 第7話        | 媒婆(莎宾娜)                                                  | 愛神莎賓娜           |          | 2003/12/22 |
| 第2季        | 第14話       | 第8話        | 另一个莎宾娜                                                  | 誰是冒牌貨           |          | 2003/12/23 |
| 第2季        | 第15話       | 第9話        | 念咒蜜蜂                                                      | 魔法大賽             |          | 2003/12/29 |
| 第2季        | 第18話       | 第10話       | 当大人真辛苦／ 3个小孩                                        | 大人真辛苦           |          | 2004/01/06 |
| 第2季        | 第12話       | 第11話       | 成功了一半                                                    | 我消失了             |          | 2003/12/16 |
| 第2季        | 第6話        | 第12話       | 绿眼怪                                                        | 綠眼妖怪             |          | 2003/11/25 |
| 第2季        | 第7話        | 第13話       | 涂抹，冲洗，忏悔                                              | 三千煩惱絲           |          | 2003/12/01 |
| 第2季        | 第17話       | 第14話       | 美食诱惑                                                      | 食物大戰             |          | 2004/01/05 |
| 第2季        | 第8話        | 第15話       | 喷嚏连天                                                      | 我感冒了             |          | 2003/12/02 |
| 第2季        | 第5話        | 第16話       | 谣言而已                                                      | 可怕的謠言           |          | 2003/11/24 |
| 第2季        | 第11話       | 第17話       | 宠物烦恼                                                      | 寵物怪物             |          | 2003/12/15 |
| 第2季        | 第16話       | 第18話       | 精彩演出                                                      | 誰最優秀             |          | 2003/12/30 |
| 第2季        | 第23話       | 第19話       | 魔镜风波                                                      | 友情誠可貴           |          | 2004/01/26 |
| 第2季        | 第19話       | 第20話       | 抢手货                                                        | 我好想要             |          | 2004/01/12 |
| 第2季        | 第20話       | 第21話       | 名字的涵义                                                    | 尋找絕種藥草         |          | 2004/01/13 |
| 第2季        | 第21話       | 第22話       | 绿谷偶像                                                      | 誠實至上             |          | 2004/01/19 |
| 第2季        | 第26話       | 第23話       | 仲夏夜噩梦                                                    | 仲夏夜惡夢           |          | 2004/02/03 |
| 第2季        | 第24話       | 第24話       | 猫人把戏                                                      | 不是我干的           |          | 2004/01/27 |
| 第2季        | 第25話       | 第25話       | 巫术学                                                        | 保護環境人人有責     |          | 2004/02/02 |
| 第2季        | 第22話       | 第26話       | 时光飞逝                                                      | 時光倒流             |          | 2004/01/20 |
| 莎賓娜劇場版 | 莎賓娜劇場版 | 第1話        | 莎賓娜之永遠的朋友                                            | 魔女莎賓娜永遠的朋友 |          | 2002/10/06 |

### 電影
動畫電影《魔女萨琳娜永遠的朋友》於2002年10月13日在美國尼克頻道播出。

## 获奖情况
- 2001年青年艺术家奖 - Best Performance in a Voice-Over: TV/Film/Video - Young Actress
- 2001年青年艺术家奖 - Best Performance in a Voice-Over (TV or Feature Film) - Young Actress

## 資料來源
1. ↑  .   [2013-09-29]. （原始内容存档于2013-09-28）.
2. ↑  . 電影神搜. 2018-11-14  [2022-06-06]. （原始内容存档于2018-12-26） （中文（臺灣））.
3. ↑  TV(12歲)→劇場版(13歲)→秘密生活(14歲)